# Кан-Сен-Матюрен-Леобазель
Кан-Сен-Матюре́н-Леобазе́ль (фр. Camps-Saint-Mathurin-Léobazel, окс. Camps, Sent Maturin e Leubagel) — коммуна во Франции, находится в регионе Лимузен. Департамент — Коррез. Входит в состав кантона Меркёр. Округ коммуны — Тюль.
Код INSEE коммуны — 19034.
Коммуна расположена приблизительно в 440 км к югу от Парижа, в 115 км юго-восточнее Лиможа, в 37 км к юго-востоку от Тюля.

## История
16 сентября 2005 года произошло слияние коммун Сен-Матюрен-Леобазель и Кан.

## Население
Население коммуны на 2008 год составляло 248 человек.
| 1962 | 1968 | 1975 | 1982 | 1990 | 1999 | 2008 |
| ---- | ---- | ---- | ---- | ---- | ---- | ---- |
| 451  | 457  | 381  | 341  | 293  | 242  | 248  |

## Администрация
| Период | Период | Фамилия       | Партия | Примечания |
| ------ | ------ | ------------- | ------ | ---------- |
| 1995   | 2008   | Жан-Пьер Бриж |        |            |
| 2008   |        | Жан Пестури   |        |            |

## Экономика
В 2007 году среди 133 человек в трудоспособном возрасте (15-64 лет) 105 были экономически активными, 28 — неактивными (показатель активности — 78,9 %, в 1999 году было 72,6 %). Из 105 активных работали 98 человек (51 мужчина и 47 женщин), безработных было 7 (5 мужчин и 2 женщины). Среди 28 неактивных 5 человек были учениками или студентами, 9 — пенсионерами, 14 были неактивными по другим причинам.

## Достопримечательности
- Церковь Сен-Матюрен (XII век). Памятник истории с 1976 года[4]